# جويسيبي زينيتي
جويسيبي زينيتي (بالإيطالية: Giuseppe Zinetti)‏ (22 يونيو 1958 في إيطاليا - ) هو لاعب كرة قدم إيطالي في مركز حراسة المرمى. شارك مع منتخب إيطاليا تحت 21 سنة لكرة القدم. أما مع النوادي، فقد لعب مع نادي أسكولي ونادي بولونيا ونادي بيسكارا ونادي تريستينا ونادي روما ونادي إيمولا.